# Жозе де Аленкар
Жозе Мартініану де Аленкар (1 травня 1829 — 12 грудня 1877) — бразильський адвокат, політик, оратор, письменник і драматург. Вважається одним із найвідоміших і найвпливовіших бразильських романтичних письменників ХІХ століття, і головним представником літературної традиції, відомої як «індіанізм». Іноді підписував свої твори псевдонімом Еразмо (Erasmo).

## Життєпис
Жозе Мартініану де Аленкар народився в баірро Мессежана, місто Форталеза, штат Сеара, 1 травня 1829 року в сім'ї колишнього священика (а пізніше політика) Жозе Мартініану Перейра де Аленкара і його кузини Ани Жозефіни де Аленкар.
Переїхавши до Сан-Паулу в 1844 році, він закінчив Юридичний факультет університету Сан-Паулу в 1850 році і почав правничу кар'єру в Ріо-де-Жанейро.
На запрошення свого друга, Франсіско Отавіано, він став співробітником журналу Correio Mercantil.
Він також написав багато хронік для Diário do Rio de Janeiro і Jornal do Commercio.
Аленкар зібрав всі хроніки, які він писав для цих газет, в 1874 році під назвою Ao Correr da Pena.
Аленкар пов'язаний з Консервативною партією Бразилії і був обраним загальним депутатом штату Сеара.
З 1868 до 1870 року він був міністром юстиції Бразилії.
Також він планував стати сенатором, але Педру II (імператор Бразилії) так ніколи і не призначив його, під приводом того, що Аленкар надто молодий; через свою чутливість, пізніше він відмовився від політики.
Він був дуже близьким другом також відомого письменника Машаду де Ассіса, який в 1866 році написав статтю, вихваляючи його роман «Ірасема», що був опублікований за рік до цього, і порівнював його індіаністські твори з Ґонсалвесом Діасом, кажучи, що «Аленкар в прозі, як Діас в поезії».
У 1864 році він одружився з Джорджиною Аугустою Кокрейн, дочкою ексцентричного британського аристократа. Вони мали шістьох дітей — Аугусто (міністр закордонних справ Бразилії в 1919 році, а також посол Бразилії в Сполучених Штатах з 1920 по 1924), Кларісса, Сесі, Еліза, Маріу (журналіст і письменник) і Аделія.
Аленкар помер у Ріо-де-Жанейро в 1877 році від сухот. На його честь був названий театр у Форталеза (Theatro José de Alencar).

## Твори

### Романи
- П'ять хвилин (Cinco Minutos, 1856)
- Маленька вдова (A Viuvinha, 1857)
- Гуарані (O Guarani, 1857)
- Lucíola (1862)
- Diva (1864)
- Ірасема (Iracema, 1865)
- Срібні копальні (As Minas de Prata, 1865—1866)
- O Gaúcho (1870)
- A Pata da Gazela (1870)
- O Tronco do Ipê (1871)
- A Guerra dos Mascates (1871—1873)
- Til (1871)
- Sonhos d'Ouro (1872)
- Alfarrábios (1873)
- Ubirajara (1874)
- O Sertanejo (1875)
- Senhora (1875)
- Encarnação (1893 — посмертно)

### Театральні п'єси
- O Crédito (1857)
- Verso e Reverso (1857)
- O Demônio Familiar (1857)
- As Asas de um Anjo (1858)
- Mãe (1860)
- A Expiação (1867)
- O Jesuíta (1875)

### Хроніки
- Ao Correr da Pena (1874)

### Автобіографія
- Como e Por Que sou Romancista (1873)

### Критика і полеміка
- Cartas sobre A Confederação dos Tamoios (1856)
- Cartas Políticas de Erasmo (1865—1866)
- O Sistema Representativo (1866)